# Sarcophaga claviger
Sarcophaga claviger är en tvåvingeart som beskrevs av Blackith 1988. Sarcophaga claviger ingår i släktet Sarcophaga och familjen köttflugor. Inga underarter finns listade i Catalogue of Life.